# Chor Virap
Chor Virap (Armeens: Խոր Վիրապ, oftewel diepe put) is een klooster en populaire bezienswaardigheid in Armenië.
Het klooster ligt aan de Turks-Armeense grens en zeer dicht bij de berg Ararat, die voor de Armeniërs als nationaal symbool geldt. Vanaf Chor Virap heeft men een prachtig zicht op de berg.

## Geschiedenis
De plaats is bekend omdat aldaar Gregorius de Verlichter dertien jaar lang door Koning Tiridates IV gevangengehouden werd. Nadat Gregorius de koning in 301 tot het christendom kon bekeren, werd Armenië het eerste land dat het christendom als staatsgodsdienst aannam.

## Galerij

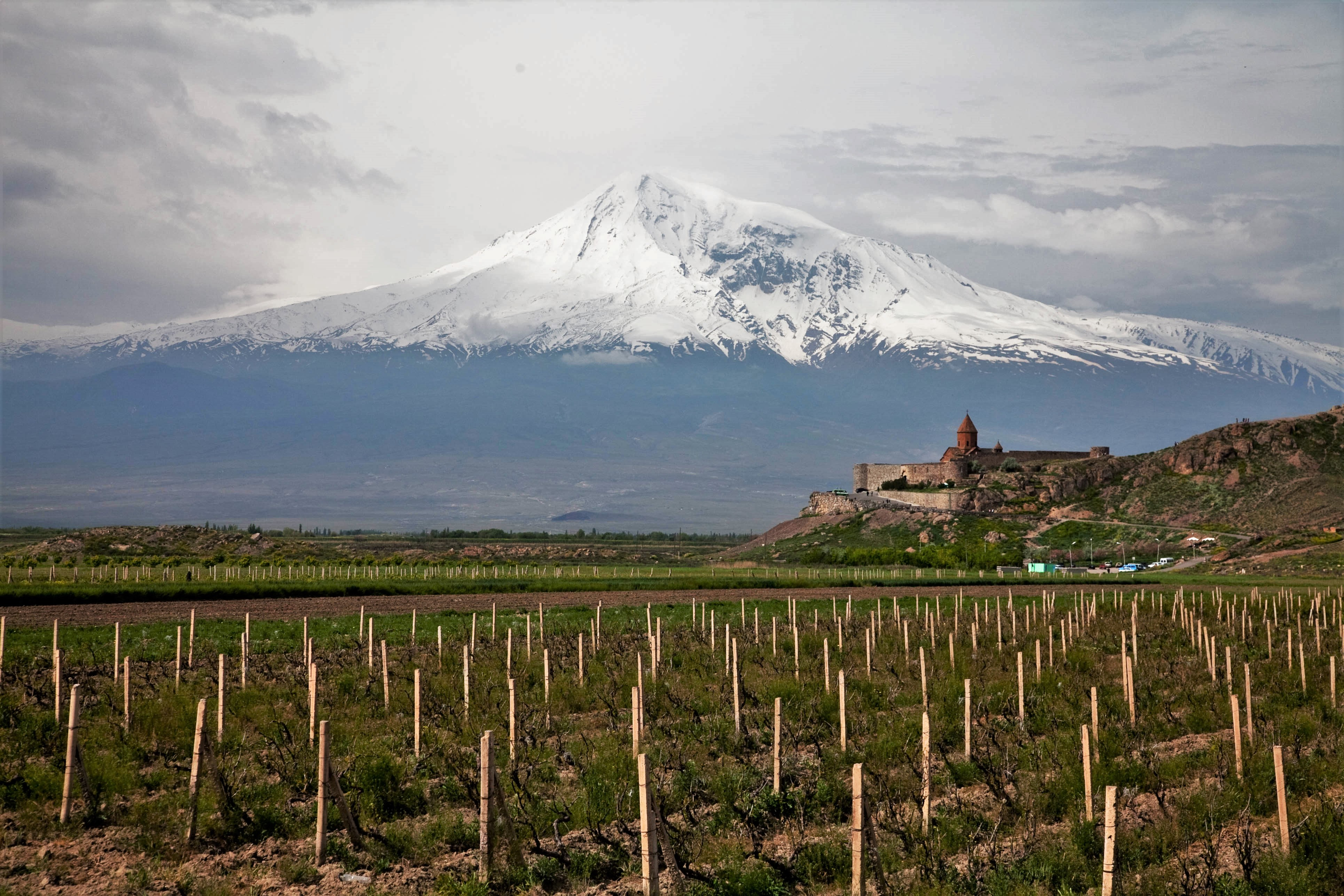
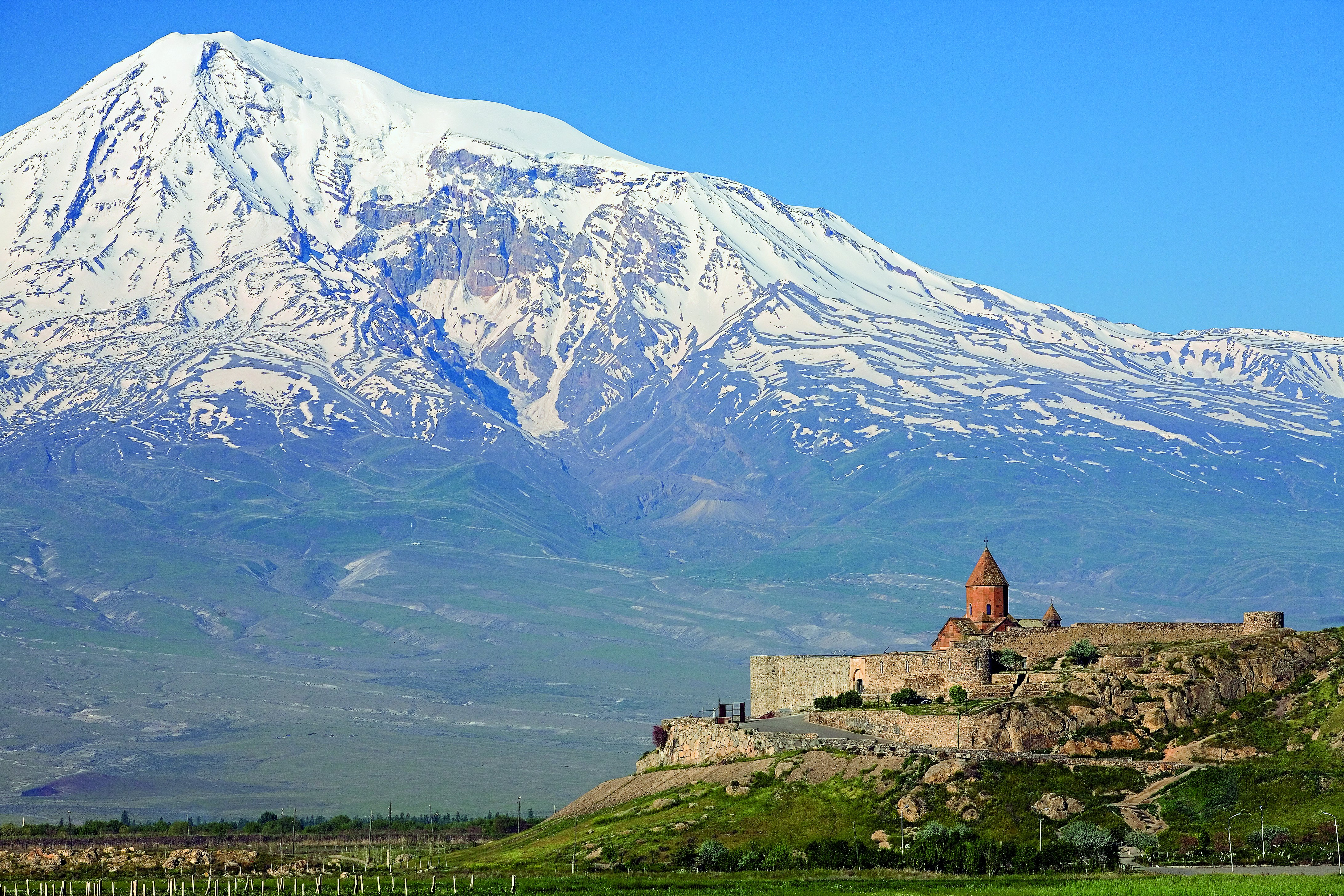
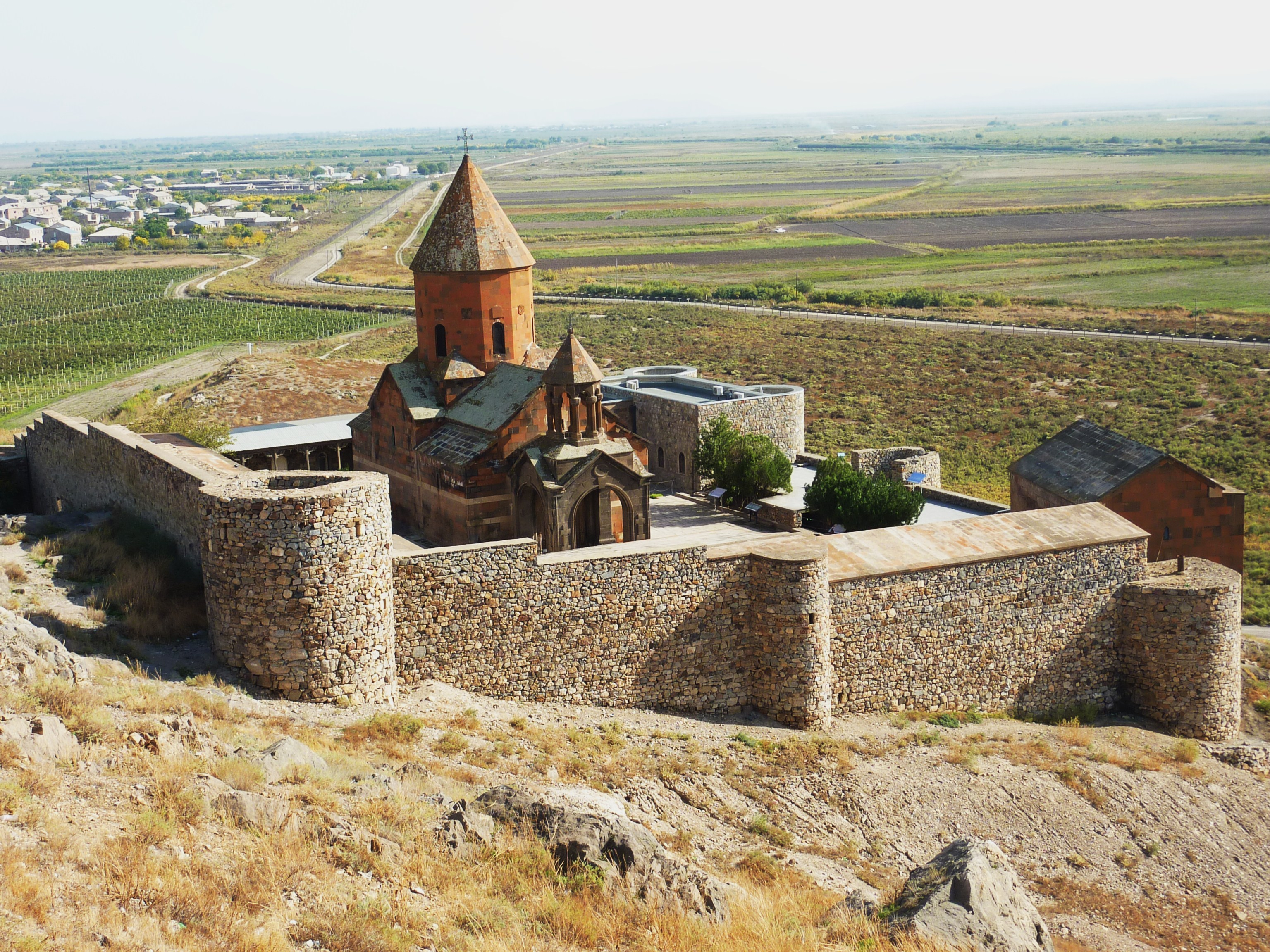
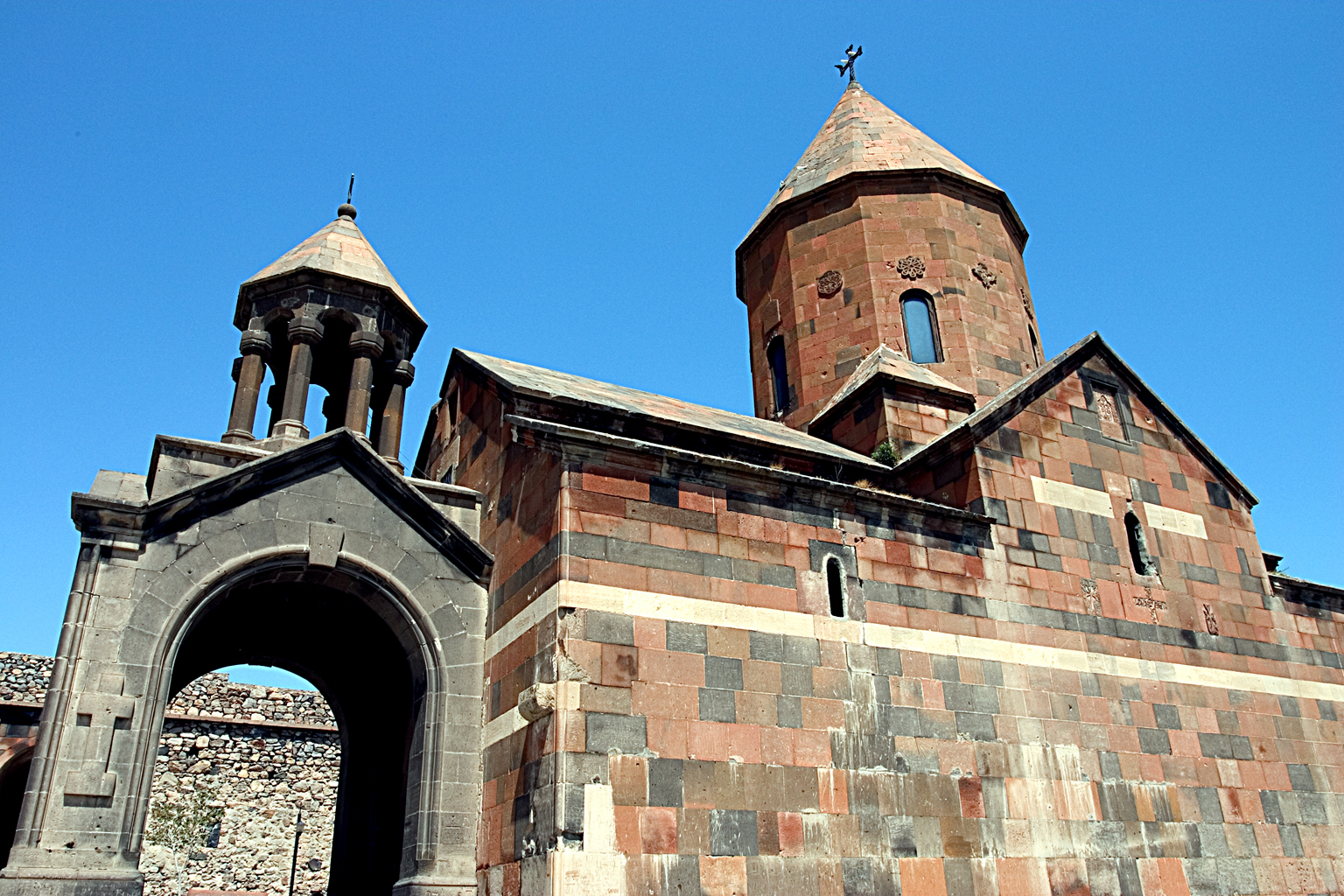
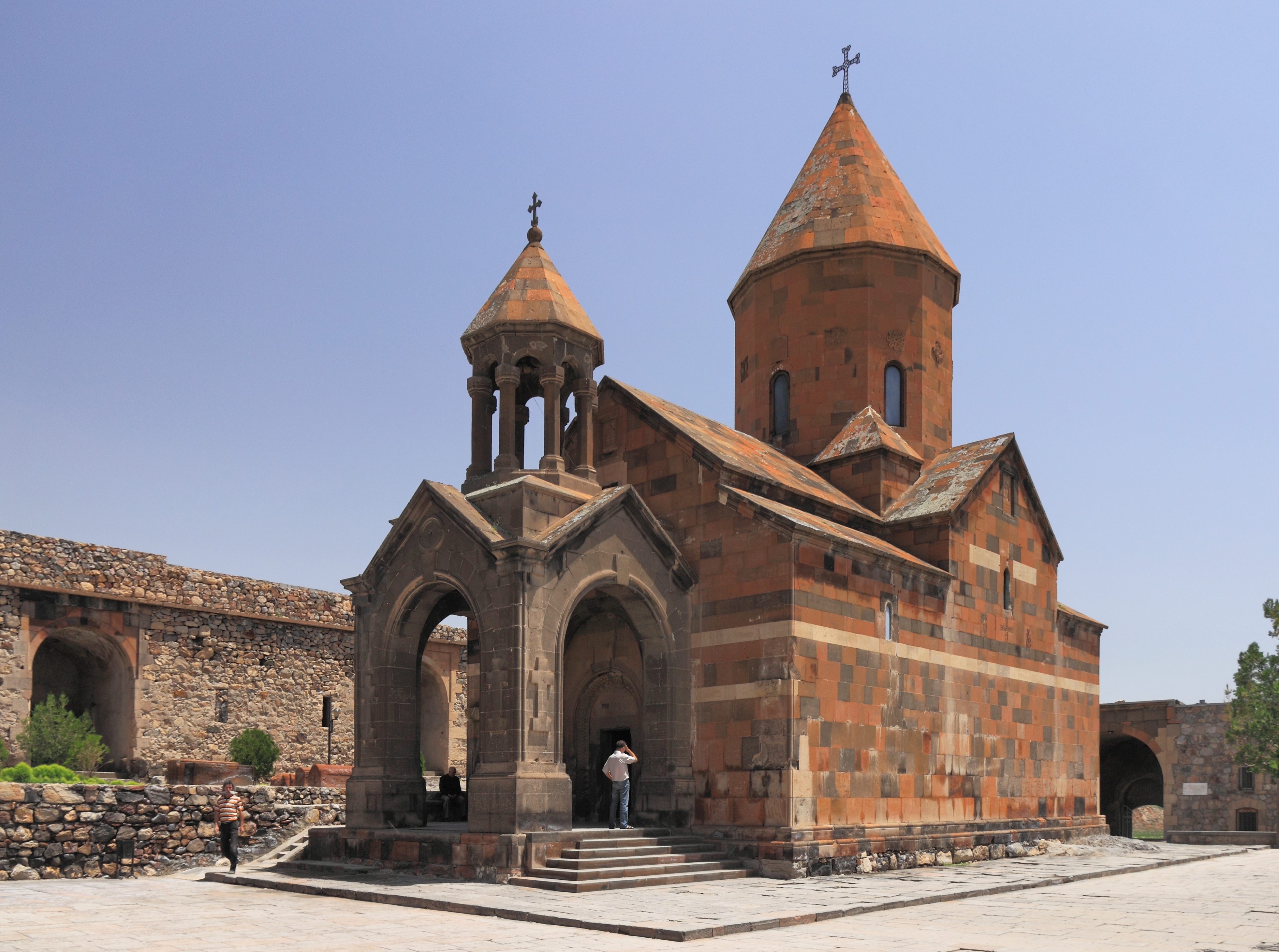
Koepel van de Sint-Astvatsatsin
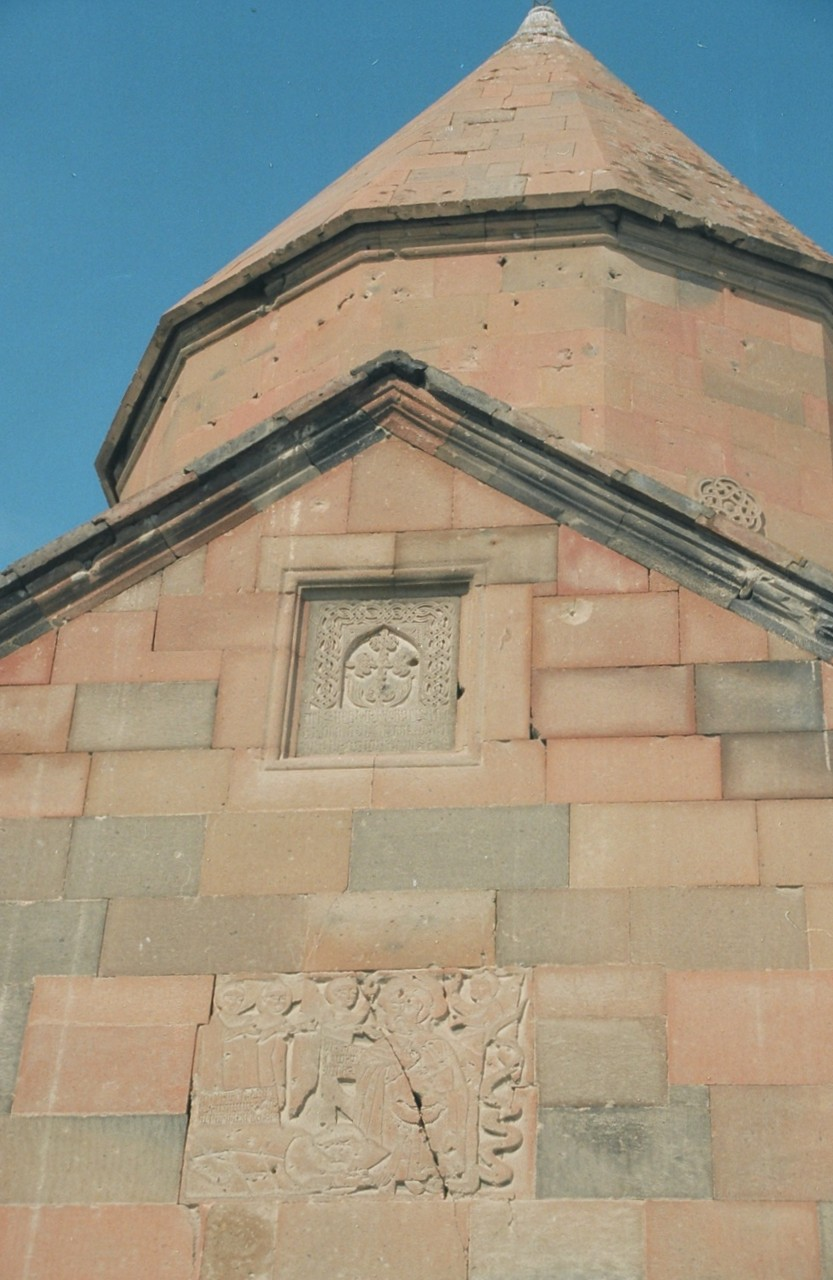
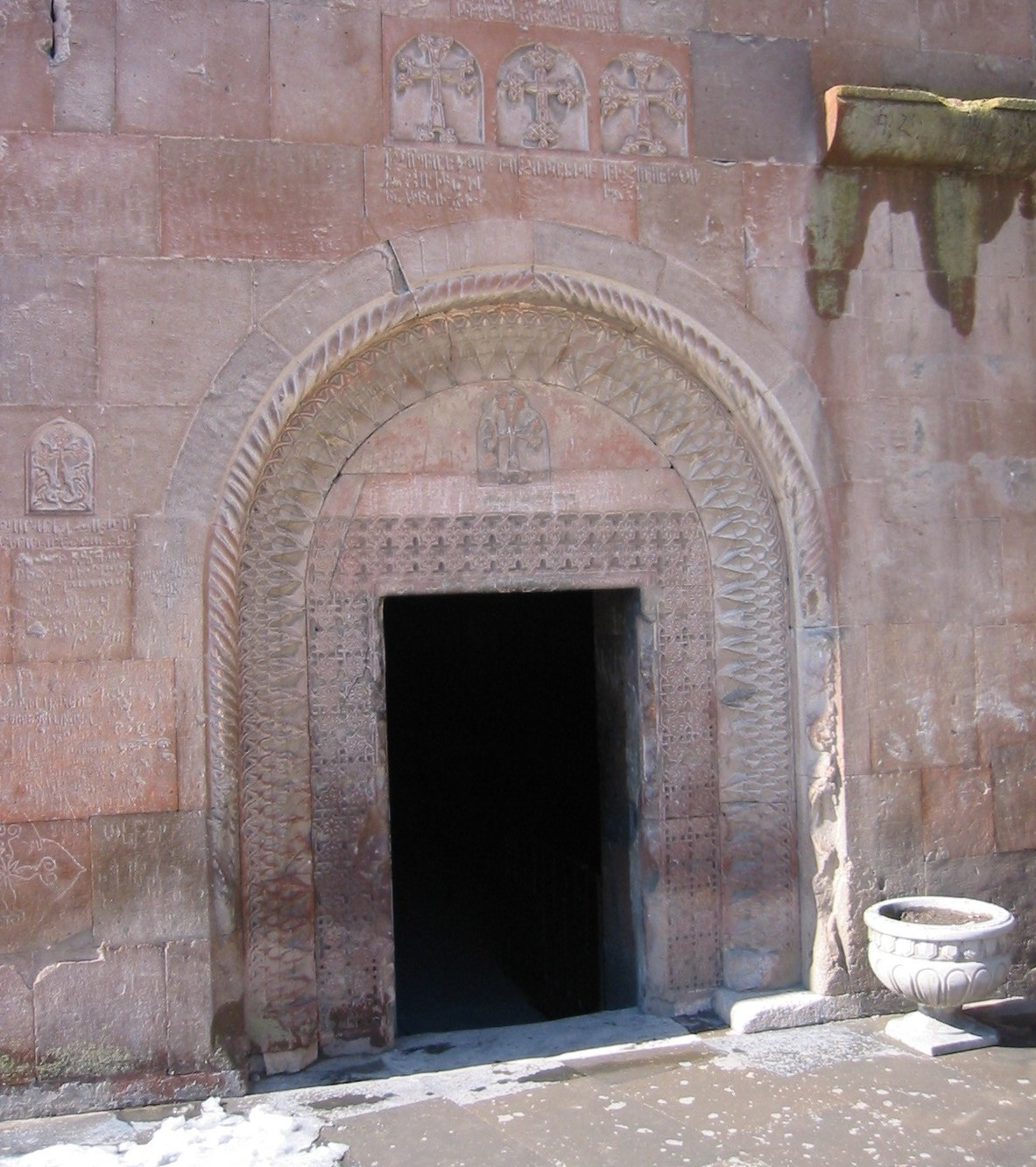
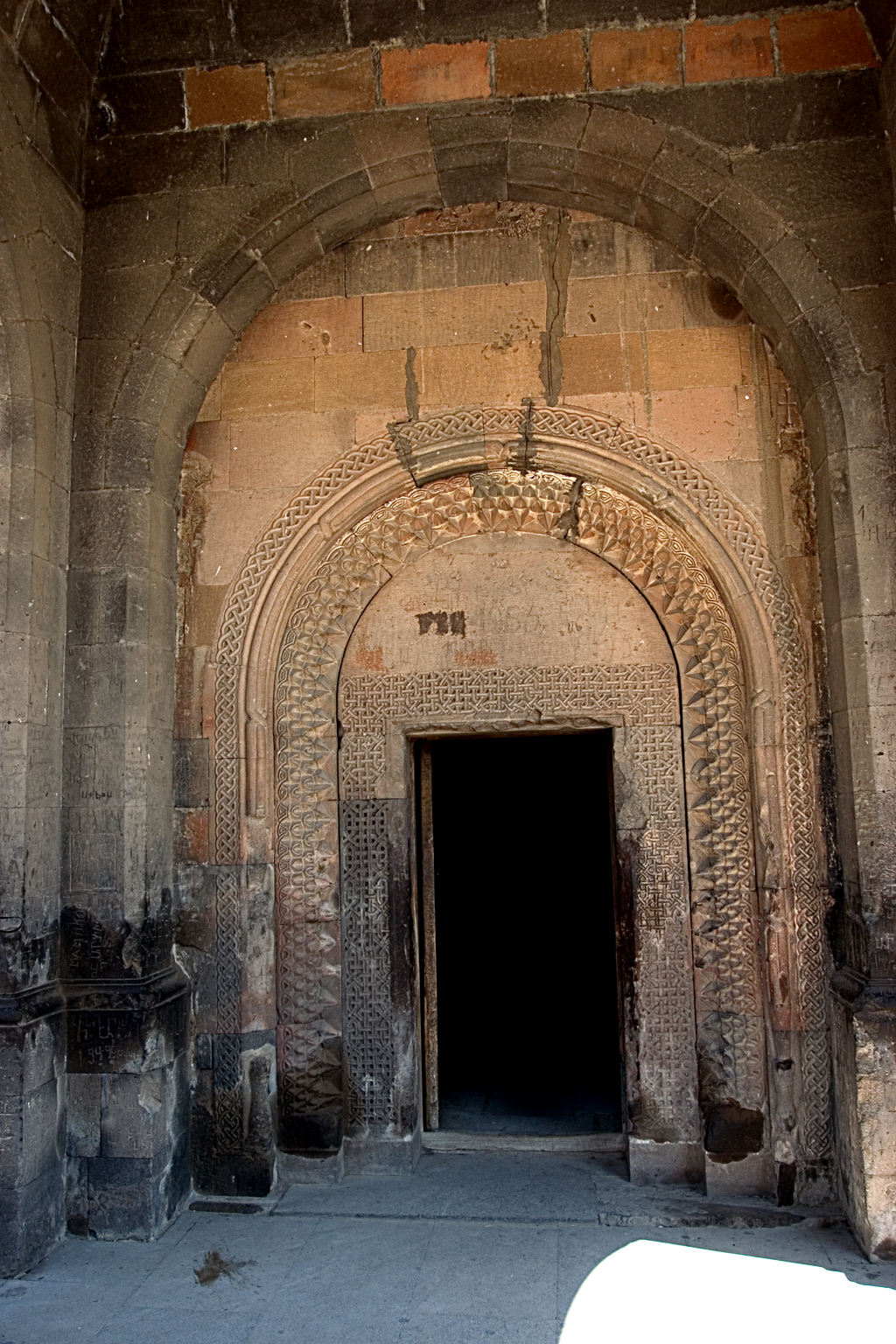
Ingang naar de crypte van Chor Virap
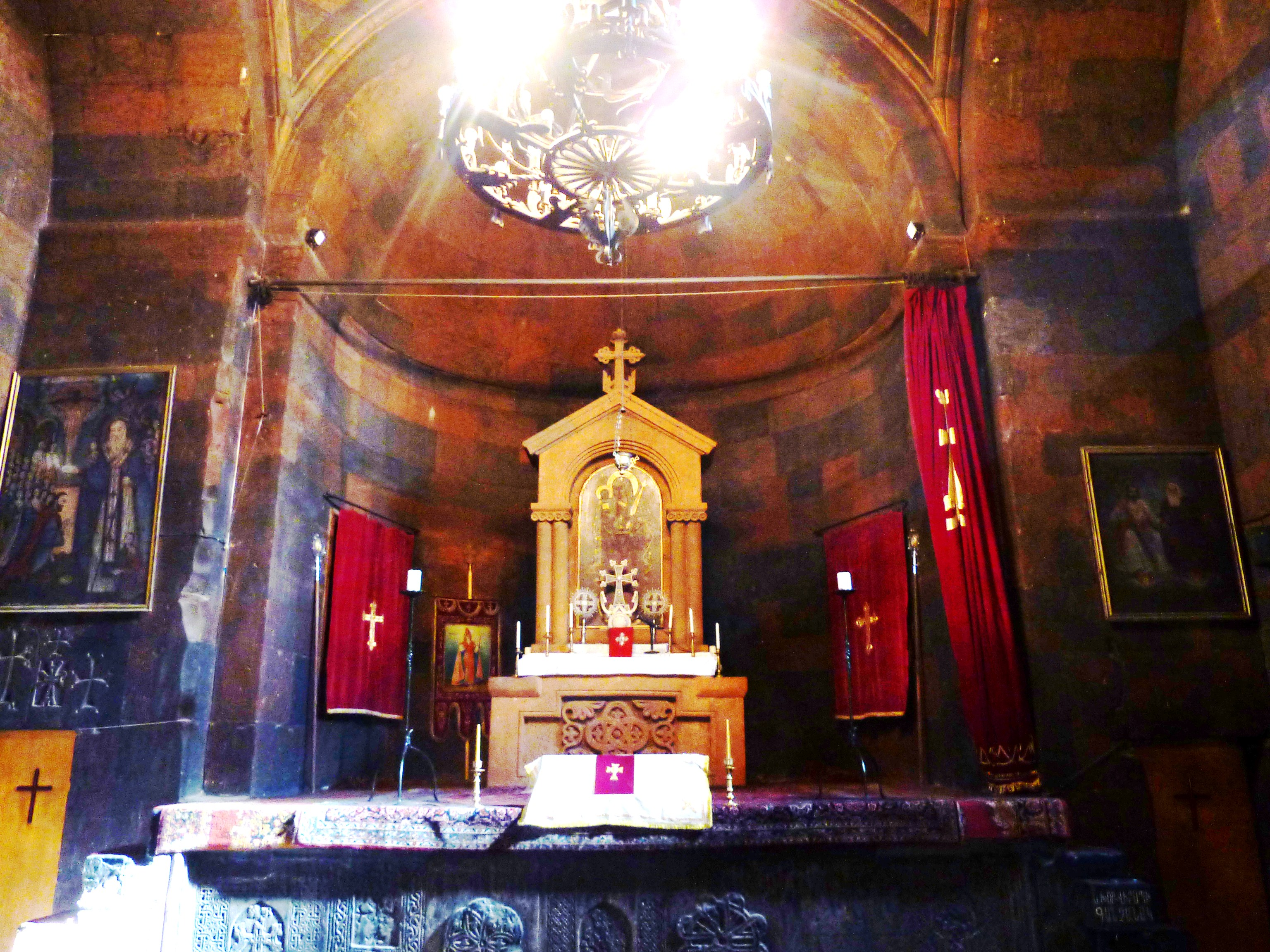
Interieur van de kerk
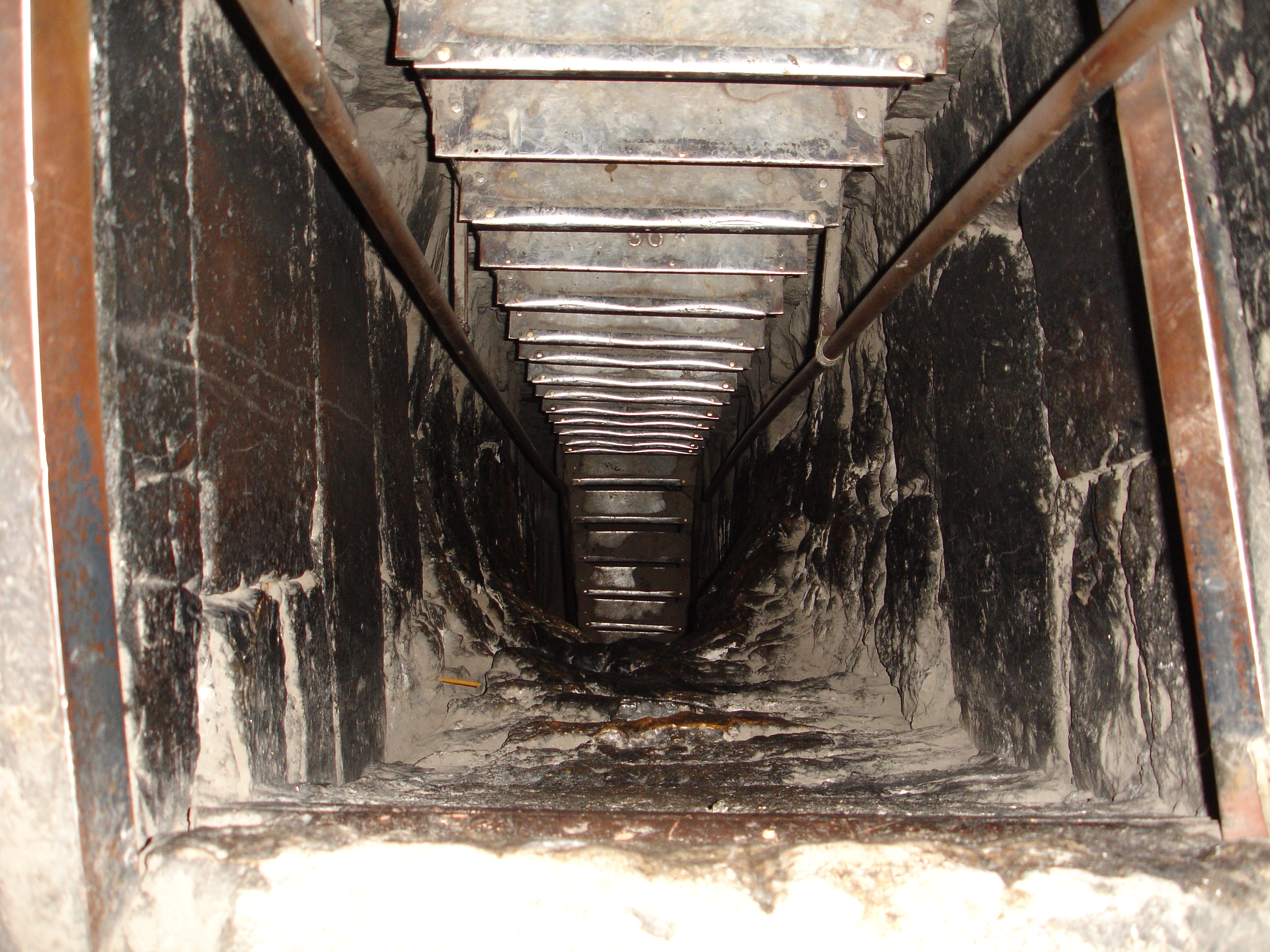
Crypte van Chor Virap
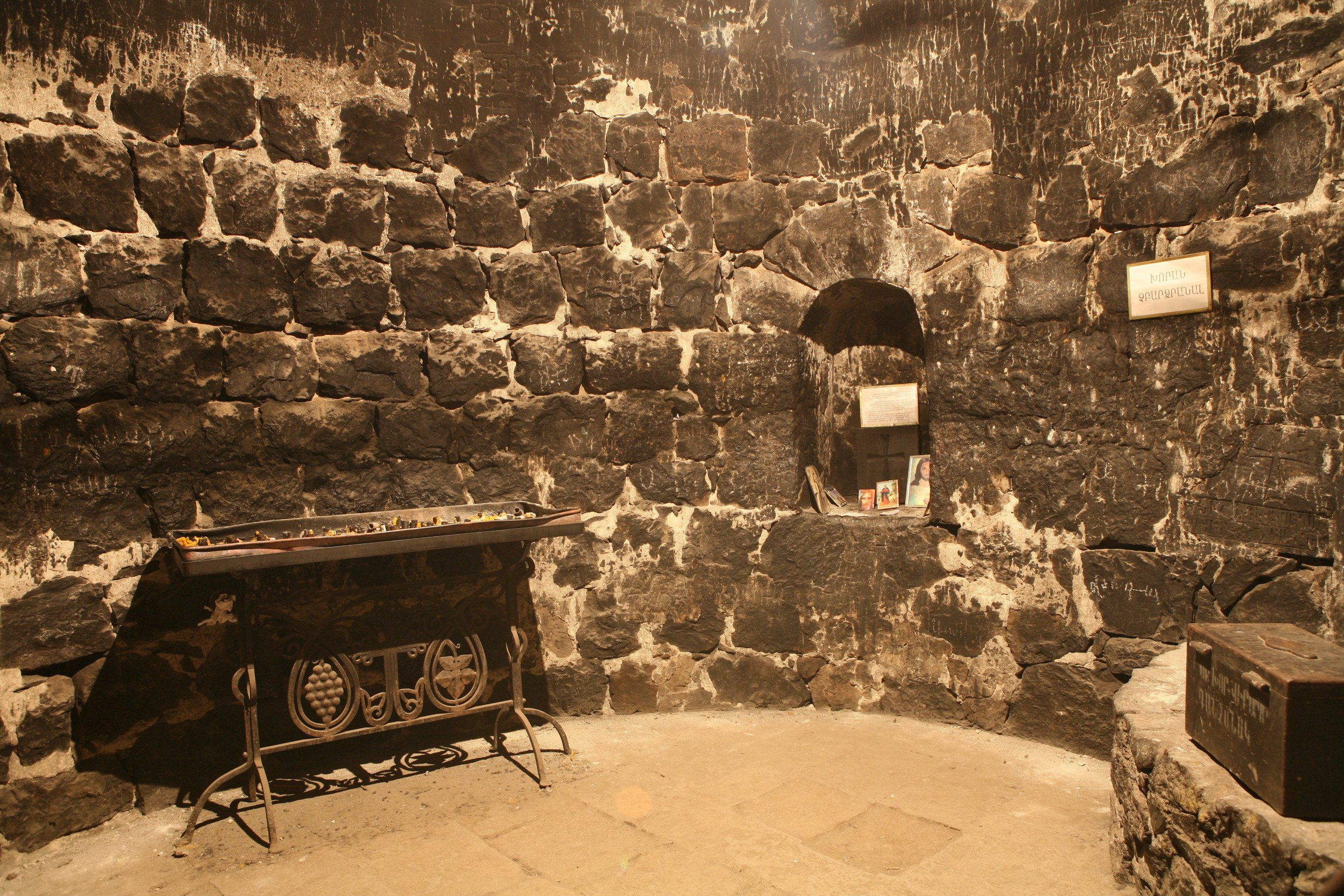